# Monografía taxonómica
En taxonomía, las monografías taxonómicas (monographs), son la publicación, en papel u online, de un estudio extenso con claves, descripciones y fotos de un taxón en particular, que incluye una revisión exhaustiva de la literatura sobre la nomenclatura del taxón tratado hasta el momento, una revisión de los ejemplares citados y depositados en las colecciones, y su integración con nuevos datos crudos provenientes de nuevas ocurrencias. No es raro que una monografía incluya cambios nomenclaturales como cambios de rango o la descripción de taxones nuevos, y otros cambios taxonómicos como la re-circunscipción de taxones ya nombrados. Las monografías suelen ser el estudio de años o incluso décadas de un taxónomo dedicado a la observación y revisión de un taxón particular. Se suelen publicar en revistas científicas, a veces dentro de alguna "serie" dentro de las mismas o como números especiales, debido a que suelen ocupar muchas páginas, 20 o 30 o cientos de páginas, según lo extenso de la literatura sobre el taxón, de la cantidad de sus subtaxones, y la cantidad de fotos que se publiquen. Muchas de estas revistas son un esfuerzo de museos o academias, en general no indexados en la Web of Science de la que se toman los datos para los cálculos del factor de impacto de Thomson Reuters. Su alto costo de publicación y la falta de incentivos para que las editoriales las publiquen son la razón por la que en años recientes han aparecido monografías taxonómicas exclusivamente online, formato que fue aprovechado por algunos taxónomos para integrarlas con claves interactivas. También son recientes las revistas científicas (con referato) electrónicas enfocadas a la publicación de estudios taxonómicos a menor costo, como Zootaxa, Phytotaxa, Mycotaxa, Zookeys, Phytokeys, Mycokeys, que sí fueron indexadas en las mediciones de factor de impacto. La primera de ellas fue Zootaxa, creada en el 2001, indexada por ISI en el 2004.
Las revisiones taxonómicas (taxonomic revisions) son publicaciones taxonómicas similares a las monografías pero menos exhaustivas.
Las descripciones de nuevas especies -esperablemente parte de al menos una revisión taxonómica-, las monografías y las revisiones taxonómicas, así como las descripciones exhaustivas con claves e ilustraciones presentes en las floras y faunas (esfuerzos conjuntos regionales) constituyen lo que se denomina como fuentes primarias taxonómicas. Los "datos crudos" son los tomados de los ejemplares coleccionados (los "especímenes de referencia"), como las fotos y los estados de los caracteres, también son datos crudos las entrevistas con los locales, etc. Las fuentes secundarias son las que presentan la información copiada de las fuentes primarias, normalmente resumida o seleccionada según algún punto de vista de interés para el lector.
En la actualidad hay esfuerzos dirigidos a digitalizar la vasta literatura primaria taxonómica en papel, como Biodiversity Heritage Library. También hay esfuerzos para que los actos nomenclaturales creados en estas publicaciones antiguas y en las actuales sean registrados en un registro central de nombres, como propuesto por el BioCode y como ya (al 2016) existe sólo en bacterias y hongos. Esto evitaría la creación de nombres homónimos en el futuro y aceleraría el trabajo de los taxónomos.